# Volta a Llombardia 2011
La Volta a Llombardia 2011, 105a edició d'aquesta clàssica ciclista, es disputà el 15 d'octubre de 2011, amb un recorregut de 241 km entre Milà i Lecco. El guanyador final fou el suís Oliver Zaugg pert davant de Daniel Martin i Joaquim Rodríguez.
Aquesta era la darrera prova de l'UCI World Tour 2011.

## Classificació general
|    | Ciclista                | Equip                       | Temps      |
| -- | ----------------------- | --------------------------- | ---------- |
| 1  | Oliver Zaugg            | Team Leopard-Trek           | 6h 20' 02" |
| 2  | Daniel Martin           | Team Garmin-Cervélo         | + 8"       |
| 3  | Joaquim Rodríguez       | Team Katusha                | m. t.      |
| 4  | Ivan Basso              | Liquigas-Cannondale         | m. t.      |
| 5  | Przemysław Niemiec      | Lampre-ISD                  | m. t.      |
| 6  | Domenico Pozzovivo      | Colnago-CSF Inox            | m. t.      |
| 7  | Giovanni Visconti       | Farnese Vini-Neri Sottoli   | + 16"      |
| 8  | Philippe Gilbert        | Omega Pharma-Lotto          | m. t.      |
| 9  | Carlos Alberto Betancur | Acqua & Sapone              | m. t.      |
| 10 | Riccardo Chiarini       | Androni Giocattoli-C.I.P.I. | m. t.      |